# UniCredit Czech Open
UniCredit Czech Open je mužský profesionální tenisový turnaj hraný v Prostějově, který se koná na otevřených antukových dvorcích. Na okruhu ATP Challenger Tour se řadí do Category 100 a prize money k roku 2024 činí 120 950 eur. Představuje největší tenisovou událost mužů na českém území.
Turnaj probíhá každoročně od roku 1994 v tenisovém klubu TK Agrofert Prostějov. Ředitelkou turnaje je od roku 1999 bývalá tenistka Petra Černošková.
V minulosti se turnaj jmenoval Živnobanka Czech Open a UniCredit Czech Open. V roce 2018 se generálním partnerem stal bankovní dům Moneta Money Bank. Do dvouhry nastupuje čtyřicet osm singlistů a čtyřhry se účastní šestnáct párů. K navýšení z třiceti dvou hráčů ve dvouhře došlo v roce 2019, čímž se zdvojnásobil i počet nasazených na šestnáct. Prozatím nejvyšší počet tří titulů získali čeští tenisté Radek Štěpánek, Jan Hájek a Jiří Veselý. Od roku 2022 se, po změně titulárního partnera, turnaj opět jmenuje UniCredit Czech Open.

## Přehled finále

### Dvouhra
| Rok  | vítěz               | finalista                | výsledek                |
| ---- | ------------------- | ------------------------ | ----------------------- |
| 2024 | Jerome Kym          | Chun-Hsin Tseng          | 6–2, 3–6, 6–2           |
| 2023 | Dalibor Svrčina     | Tomáš Macháč             | 6–4, 6–2                |
| 2022 | Vít Kopřiva         | Dalibor Svrčina          | 6–2, 6–2                |
| 2021 | Federico Coria      | Alex Molčan              | 7–6(7–1), 6–3           |
| 2020 | Kamil Majchrzak     | Pablo Andújar            | 6-2, 7–6(7–5)           |
| 2019 | Pablo Andújar       | Attila Balázs            | 6–2, 7–5                |
| 2018 | Jaume Munar         | Laslo Djere              | 6–1, 6–3                |
| 2017 | Jiří Veselý         | Federico Delbonis        | 5–7, 6–1, 7–5           |
| 2016 | Michail Kukuškin    | Márton Fucsovics         | 6–1, 6–2                |
| 2015 | Jiří Veselý         | Laslo Djere              | 6–4, 6–2                |
| 2014 | Jiří Veselý         | Norbert Gombos           | 6–2, 6–2                |
| 2013 | Radek Štěpánek      | Jiří Veselý              | 6–4, 6–2                |
| 2012 | Florian Mayer       | Jan Hájek                | 7–6(7–1), 3–6, 7–6(7–3) |
| 2011 | Jurij Ščukin        | Flavio Cipolla           | 6–4, 4–6, 6–0           |
| 2010 | Jan Hájek           | Radek Štěpánek           | 6–0skreč                |
| 2009 | Jan Hájek           | Steve Darcis             | 6–2, 1–6, 6–4           |
| 2008 | Agustín Calleri     | Martín Vassallo Argüello | 6–0, 6–3                |
| 2007 | Sergio Roitman      | Florian Mayer            | 7–6(7–1), 6–4           |
| 2006 | Jan Hájek           | Dominik Hrbatý           | 6–3, 5–7, 6–2           |
| 2005 | Jarkko Nieminen     | Ivo Minář                | 6–1, 6–3                |
| 2004 | Radek Štěpánek      | Michal Tabara            | 7–6(7–5), 7–5           |
| 2003 | Radek Štěpánek      | Mariano Puerta           | 7–5, 6–3                |
| 2002 | Guillermo Coria     | Jiří Novák               | 6–3, 6–3                |
| 2001 | Bohdan Ulihrach     | Jiří Novák               | 6–4, 6–7(5–7), 6–3      |
| 2000 | Andreas Vinciguerra | Jérôme Golmard           | bez boje                |
| 1999 | Richard Fromberg    | Juan Carlos Ferrero      | 7–6, 5–7, 6–4           |
| 1998 | Richard Fromberg    | Andrew Ilie              | 6–2, 6–2                |
| 1997 | Bohdan Ulihrach     | Fernando Meligeni        | 6–2, 4–6, 6–1           |
| 1996 | Andrej Česnokov     | Francisco Clavet         | 6–3, 6–0                |
| 1995 | Andrea Gaudenzi     | Jiří Novák               | 6–4, 6–3                |
| 1994 | Karol Kučera        | Tomáš Zdražila           | 6–0, 6–4                |

### Čtyřhra
| Rok  | vítězové                              | finalisté                             | výsledek              |
| ---- | ------------------------------------- | ------------------------------------- | --------------------- |
| 2024 | Ivan Liutarevič Sergio Martos Gornes  | Matwe Middelkoop Philipp Oswald       | 6–1, 6–4              |
| 2023 | Ariel Behar Adam Pavlásek             | Marco Bortolotti Sergio Martos Gornes | 7–5, 6–4              |
| 2022 | N.Sriram Balaji Divij Sharan          | Roman Jebavý Andrej Martin            | 6–3, 7–5              |
| 2021 | Aleksandr Nedovyesov Gonzalo Oliveira | Roman Jebavý Zneděk Kolář             | 1–6, 7–6(7–5), [10–6] |
| 2020 | Zneděk Kolář Lukáš Rosol              | N.Sriram Balaji Divij Sharan          | 6–2, 2–6, [10–6]      |
| 2019 | Philipp Oswald Filip Polášek          | Jiří Lehečka Jiří Veselý              | 6–4, 7–6(7–4)         |
| 2018 | Denys Molčanov Igor Zelenay           | Martín Cuevas Pablo Cuevas            | 4–6, 6–3, [10–7]      |
| 2017 | Guillermo Durán Andrés Molteni        | Roman Jebavý Hans Podlipnik-Castillo  | 7–6, 6–7, [10–6]      |
| 2016 | Aleksandr Buryj Igor Zelenay          | Julio Peralta Hans Podlipnik-Castillo | 6–4, 6–4              |
| 2015 | Julian Knowle Philipp Oswald          | Mateusz Kowalczyk Igor Zelenay        | 4–6, 6–3, [11–9]      |
| 2014 | Peter Polansky Adil Shamasdin         | Andre Begemann Lukáš Rosol            | 1–6, 2–6              |
| 2013 | Nicholas Monroe Simon Stadler         | Mateusz Kowalczyk Lukáš Rosol         | 6–4, 6–4              |
| 2012 | Hsieh Cheng-peng Lee Hsin-han         | Colin Ebelthite John Peers            | 7–5, 7–5              |
| 2011 | Sergej Bubka Adrián Menéndez          | David Marrero Rubén Ramírez Hidalgo   | 7–5, 6–2              |
| 2010 | Marcel Granollers David Marrero       | Johan Brunström Jean-Julien Rojer     | 3–6, 6–4, [10–6]      |
| 2009 | Johan Brunström Jean-Julien Rojer     | Pablo Cuevas Dominik Hrbatý           | 6–2, 6–3              |
| 2008 | Rik de Voest Łukasz Kubot             | Chris Haggard Nicolas Tourte          | 6–2, 6–2              |
| 2007 | Ramón Delgado Juan Pablo Guzmán       | Tomáš Cibulec Leoš Friedl             | 7–6(8–6), 6–1         |
| 2006 | František Čermák Jaroslav Levinský    | Jan Masik Michal Tabara               | 6–3, 6–2              |
| 2005 | Lukáš Dlouhý David Škoch              | Jan Hájek Jan Masik                   | 5–7, 6–3, 7–6(7–5)    |
| 2004 | Dominik Hrbatý Jaroslav Levinský      | Travis Parrott Tripp Phillips         | 6–4, 6–4              |
| 2003 | Jaroslav Levinský David Škoch         | Rubén Ramírez Hidalgo Sergio Roitman  | 6–2, 6–2              |
| 2002 | František Čermák Ota Fukárek          | Mariano Hood Sebastián Prieto         | 6–3, 7–6(7–5)         |
| 2001 | Andrea Gaudenzi Sander Groen          | Devin Bowen Mariano Hood              | 7–6(8–6), 6–4         |
| 2000 | Alberto Martín Ejal Ran               | Petr Luxa Vincenzo Santopadre         | 6–2, 6–2              |
| 1999 | Dinu Pescariu Eric Taino              | Devin Bowen Ejal Ran                  | 6–3, 6–3              |
| 1998 | Edwin Kempes Peter Wessels            | Tomáš Cibulec Tomáš Krupa             | 6–4, 7–5              |
| 1997 | Jiří Novák David Rikl                 | Scott Melville Diego Nargiso          | 6–4, 6–2              |
| 1996 | Mathias Huning Jack Waite             | Fredrik Bergh Patrik Fredriksson      | 6–3, 7–6              |
| 1995 | Andrei Pavel Glenn Wilson             | Jeff Belloli Jack Waite               | 7–5, 6–3              |
| 1994 | Jiří Novák Radomír Vašek              | Sjeng Schalken Joost Winnink          | 6–7, 6–3, 6–4         |